# Thorsø Kirke
Thorsø Kirke ligger i Thorsø Sogn i det tidligere Houlbjerg Herred, Viborg Amt, Århus Stift, nu Region Midtjylland. Apsis, kor og skib er opført i romansk tid frådsten og al, men ved en noget hårdhændet restaurering i 1867 er store dele af det oprindelige bygningsmateriale blevet erstattet med mursten. Apsis er delt i fem felter ved lisener, der bærer rundbuer, i midterfeltet ses et rundbuevindue. Begge de rundbuede døre er tilmurede men ses i murværket. I nordmuren har man genåbnet de rundbuede vinduer. Tårnet er opført i sengotisk tid men blev stærkt omdannet ved en restaurering i 1898.
Apsis har halvkuppelhvælv, kor og skib har fladt kassetteloft. Korbuen er overkalket og har en nyere dekorativ udsmykning med skriftsted. Altertavlen i bruskbarok dateres til omkring 1660, i storfeltet ses Nadveren med næsten fritstående figurer. Prædikestolens arkadefelter i to etager stammer fra en prædikestol fra slutningen af 1500-tallet, som blev gennemgribende ændret i midten af 1600-tallet, felternes malerier er formodentlig fra 1700-tallet.
Den romanske døbefont af granit har glat kumme med dobbelt tovstav på mundingsranden, den kapitælformede fod har lighed med portalen i Hørup Kirke.
- Altertavlen
- Kirkerummet
- Detalje af altertavlen

- Apsis
- Døbefont
- Thorsø Kirke -Set fra nord

- Thorsø Kirke - set fra syd
- Korbuen
- Prædikestol

## Eksterne kilder og henvisninger
- Wikimedia Commons har flere filer relateret til Thorsø Kirke
- Thorsø Kirke Arkiveret 31. januar 2011 hos  Wayback Machine hos nordenskirker.dk
- Thorsø Kirke hos KortTilKirken.dk